# ФК „Атлетик“ (Куклен)
Атлетик е футболен клуб от град Куклен, който участва в Югоизточната Трета лига. Клубът е създаден през 1927 г. Играе своите мачове на стадион „Атлетик“ в града.

## История
През сезон 2016/2017 головия рекорд на "Атлетик" Куклен беше подобрен от Петър Иванов с 43 гола в един сезон.
През сезон 2018/2019 г. отборът се класира на 1/16 финал от турнира за Купата на България срещу Левски (София), загубен от Атлетик с 6:0.